# إدوارد نورمان (قسيس)
إدوارد نورمان (بالإنجليزية: Edward Norman)‏ هو قسيس نيوزيلندي، ولد في 14 سبتمبر 1916، وتوفي في 8 مارس 1987.